# Station Oulchy-Breny
Station Oulchy-Breny is een spoorwegstation in de Franse gemeente Breny op de lijn Trilport - Bazoches.
Het wordt bediend door de treinen van de TER Picardie en de TER Champagne-Ardenne.